# Jan Dostál
Jan Dostál (7. května 1921, Litomyšl – 22. dubna 1996, Arnhem, Nizozemsko) byl český akademický malíř, ilustrátor a grafik.

## Život
V letech 1940–1944 studoval na Uměleckoprůmyslové škole v Praze a pak v letech 1945–1949 na Akademii výtvarných umění v Praze pod vedením profesora Vratislava Nechleby. Po ukončení studia se věnoval portrétům, zátiším, figurálním kompozicím a knižní ilustraci.

## Z knižních ilustrací
- Viktor Astafjev: Hořikvět (1963).
- John Gunn: Chatrč v horách (1963).
- Ignát Herrmann: U snědeného krámu (1971).
- Jens Peter Jacobsen: Niels Lyhne (1963).
- František Kožík: Finále (1964).
- Adolf Novotný: Biblický slovník (1992).
- Karel Václav Rais: Káča (1968).